# 구로카와군

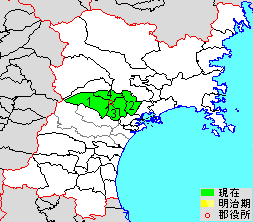
도야마시 이행 이전의 미야기현 구로카와군의 위치 (1.다이와정 2.오사토정 3.도야마정(현 도야마시) 4.오히라촌)

구로카와군(일본어: 黒川郡, くろかわぐん)은 일본 미야기현(무쓰국·리쿠젠국)의 군이다.
인구 41,137명, 면적 367.82km², 인구밀도 112명/km².(2025년 3월 1일, 추계인구)
이하 2정 1촌으로 구성된다
- 오사토정(大郷町)
- 다이와정(大和町)
- 오히라촌(大衡村)

## 개요
1878년 행정 구역으로 발족했다. 군역은 위의 2정 1촌에 도야마정이 포함된 3정 1촌의 상태가 출범 이후 오랫동안 지속되었다. 2016년 도야마정이 단독으로 도야마시가 되면서 구로카와군에서 이탈하였다. 혀재의 군역은 위의 2정 1촌이다.
북쪽의 오마쓰자와 구릉과 남쪽의 마쓰시마 구릉에 끼워진 요시다 강 수계에 의한 평지가 역사적으로 주된 가주지로 논이 개척되어 있었다. 오사토정 이외의 정촌사무소가 있는 중심부는 오슈 가도변의 미고지에 있으며 구 역참 마을을 기원으로 한다.
구로카와군은 남쪽으로 접하는 센다이시와 함께 센다이 도시권을 구성한다. 센다이시의 교외화에 의해 센다이시 경계와 접하는 마쓰시마 구릉상에 주택지가 많이 조성되었다. 그 때문에 구로카와군의 인구는 예부터의 요시다강 유역 평지의 거주자보다 센다이시 경계의 구릉부의 거주자가 대부분이다.
또 오마쓰자와 구릉과 마쓰시마 구릉에 조성된 공업단지에 기계공업이 집적해 도호쿠 지방의 중요한 공업지역으로서 대두하고 있다.

## 역사
- 1878년 10월 21일 - 군구정촌 편제법이 미야기현에서 시행되면서, 행정 구역으로서의 구로카와군이 발족.

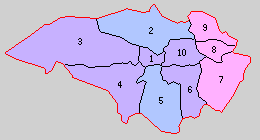
1.요시오카정 2.오히라촌 3.요시다촌 4.미야토코촌 5.도미야촌 6.쓰루스촌 7.오야촌 8.가스카와촌 9.오마쓰자와촌 10.오치아이촌 (보라:다이와정 분홍:오사토청 파랑:합병 없음)

- 1889년 4월 1일 - 정촌제 시행으로, 아래의 정촌이 발족.(1정 9촌)
  - 요시오카정(吉岡町): 현 다이와정
  - 오히라촌(大衡村)(현존)
  - 요시다촌(吉田村): 현 다이와정
  - 미야토코촌(宮床村): 현 다이와정
  - 도미야촌(富谷村): 현 도미야시
  - 쓰루스촌(鶴巣村): 현 다이와정
  - 오야촌(大谷村): 현 오사토정
  - 가스카와촌(粕川村): 현 오사토정
  - 오마쓰자와촌(大松沢村): 현 오사토정
  - 오치아이촌(落合村): 현 다이와정
- 1954년
  - 5월 1일 - 오야촌의 일부가 시다군 가시마다이정에 편입.
  - 7월 1일 - 오마쓰자와촌·오야촌·가스카와촌이 합병하여, 오사토촌(大郷村)이 발족.(1정 7촌)
- 1955년 4월 20일 - 요시오카정·오치아이촌·쓰루스촌·미야토코촌·요시다촌이 합병하여, 다이와정(大和町)이 발족.(1정 3촌)
- 1959년 4월 1일 - 오사토촌이 정제 시행으로 오사토정(大郷町)이 됨.(2정 2촌)
- 1963년 4월 1일 - 도미야촌이 정제 시행으로 도미야정(富谷町)이 됨.(3정 1촌)
- 2016년 10월 10일 - 도미야정이 시제 시행으로 도미야시(富谷市)가 되어, 군에서 이탈.(2정 1촌)

## 참고 문헌
- 《가도카와 일본 지명 대사전》 편집위원회, 편집. (1979년 12월 1일). 《가도카와 일본 지명 대사전》. 4 미야기현. 가도카와 쇼텐. ISBN 4040010302.